# Ezequiel Vigués i Mauri
Ezequiel Vigués i Mauri (Terrassa, 10 d'abril del 1880 – Barcelona, 21 de novembre del 1960) és considerat un dels titellaires més populars de Catalunya del segon terç del segle xx. Era conegut amb el sobrenom de Didó.

## Biografia

### Inicis
Fill d'uns taverners terrassencs, va quedar orfe de mare quan encara no tenia un any i amb el seu pare es va traslladar a viure a casa d'un oncle músic, on el cria una dida, Manela, que explicaria el nom artístic que triaria més endavant com a titellaire. Arran de les seves entremaliadures és enviat a estudiar intern al Col·legi del Sagrat Cor de Manlleu (1889-90); acabarà els seus estudis amb els germans de La Salle de Terrassa.
Després passa a treballar tres anys com a aprenent en una botiga de teixits de Barcelona, la casa Pujol i Romà del carrer del Call, d'on el 1898 va esdevenir dependent. Canvia de feina un parell de vegades (treballa al despatx d'una fàbrica, després com a dependent dels magatzems El Siglo) i finalment fa realitat el seu somni de marxar a París, on arriba l'octubre del 1907.

### Vida a París
A París treballarà com a dependent dels magatzems Au Printemps i a les Galeries Lafayette. El 1910 se'n va a Londres a provar sort, però per un accident laboral (va abocar el suc d'una plata sobre un convidat important allà on treballava com a cambrer) ha de tornar a fer les maletes i s'instal·la de nou a París, on agafarà més feines de dependent.
El 1914, davant la perspectiva de ser mobilitzat per l'exèrcit francès, torna a Catalunya, on treballarà quatre anys a Barcelona en el negoci de l'exportació, gràcies als seus coneixements del francès. Acabada la Gran Guerra torna a París, on farà d'agent d'exportació a comissió, tot posant en contacte els industrials catalans i els francesos. Així, esdevindrà representant de Salvador Casacuberta, un industrial barceloní molt influent en el Reial Cercle Artístic, d'on Vigués seria nomenat «cònsol a París». També farà de mànager de la ballarina Teresina Boronat; la fa debutar al Folies Bergère i fan una tournée per Egipte i Itàlia.
El 1927 munta una escola de dansa a Montmartre, on fa de professora Teresina Boronat. Emulant el també terrassenc Josep Oller, que havia fundat el Moulin Rouge, amb la participació de sis industrials catalans obrirà el 1928 un cabaret flamenc a Pigalle, el Sevilla, que serà punt de trobada d'homes de negocis i intel·lectuals espanyols –i particularment catalans– a París.
El crac del 29 afectarà fortament Vigués, que acabarà distanciat també de la ballarina, i el maig del 1930 s'embarca a Le Havre cap a Amèrica com a membre de la tripulació del Pélerin Latouche, amb la intenció d'arribar-se fins a Santiago de Xile, on tenia coneguts entre els industrials catalans instal·lats al continent americà. Quan arriba al port panameny de Colón s'ho repensa i se'n torna cap a París.

### Titellaire

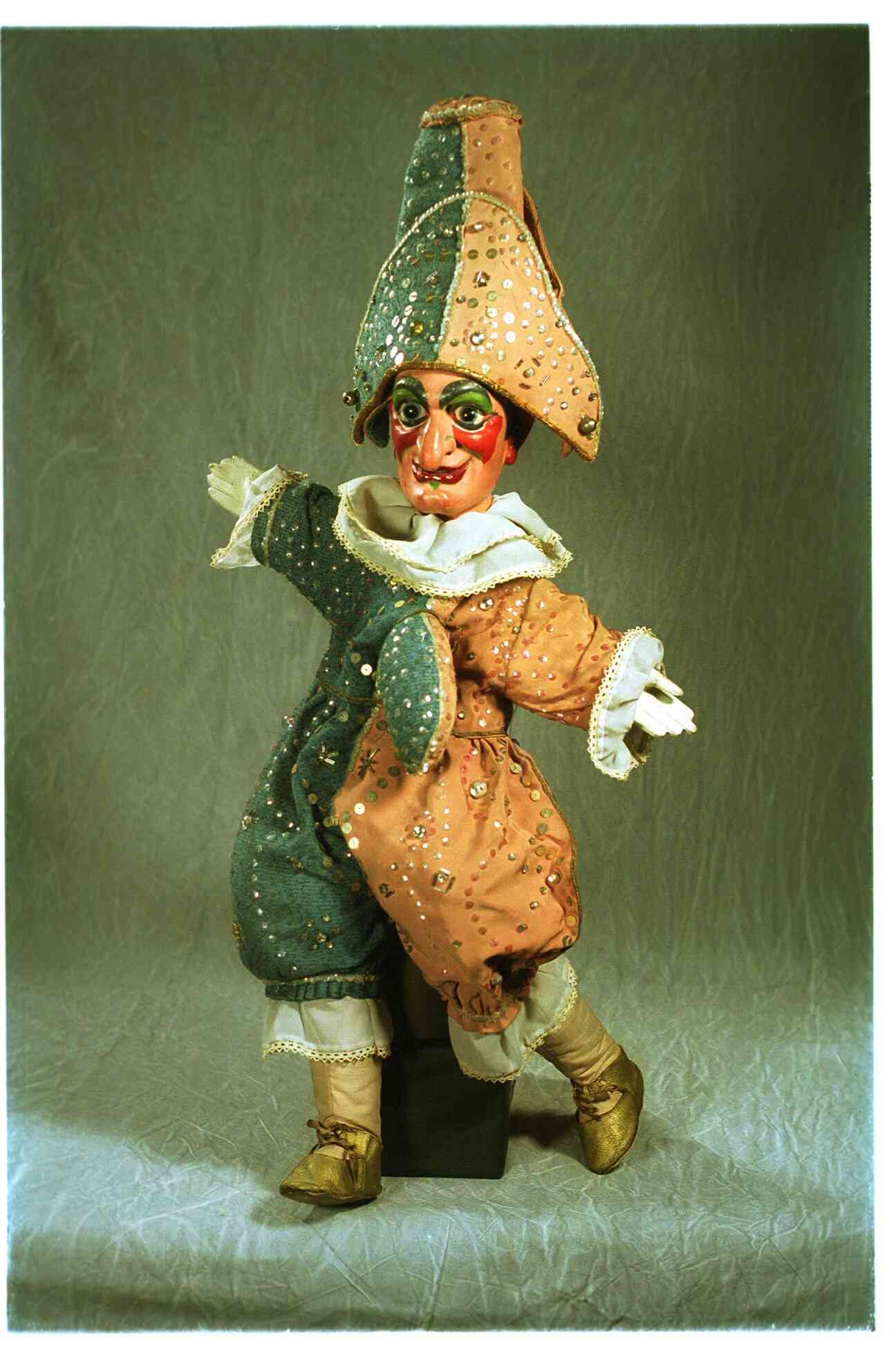
El Politxinel·la era el titella que presentava totes les funcions de Didó (conservat al MAE)

Altre cop a la capital francesa, busca feina en una botiga de titelles i, per una confusió, els propietaris, els Thiessard –pensant-se que era el nou ajudant que necessitaven per al teatret, que venia arran de l'anunci publicat al diari–, l'envien al Parc Montsouris, on tenien el guignol, li fan una prova i el contracten per fer anar els putxinel·lis. Allà comença per pura casualitat la seva carrera com a titellaire, sense haver-s'ho ni tan sols proposat. Després de mig any al Théâtre Guignolia de Robert Desarthis (nom artístic del fill de Thiessard), el 1931 Vigués funda el seu propi teatre de titelles, el Petit Moulin, al Boulevard de Courcelles, on representa La vie fantastique de Guignol; és en els seus inicis que adopta el nom artístic de Dido, en record de la dida que el va criar, que els francesos pronuncien amb l'accent sobre la o.
El juny d'aquell any torna a Barcelona, on troba una feina al Departament d'Estadística de l'Ajuntament, i els diumenges i dies de festa els dedica a fer representacions a la Sala Reig. Treballa amb el tipus de titella francès a diferència de la majoria de titellaires locals i prescindeix de la llengüeta. El 1932 ja actua al Cercle Artístic de Sant Lluc, que aleshores tenia la seu als Quatre Gats, on el nom de Didó començarà a esdevenir cèlebre i guanyarà tanta fama que serà convidat a participar en el darrer festival que va organitzar l'Orfeó Català al Palau de la Música Catalana abans de l'esclat de la guerra civil, el febrer de 1936. Vigués fou qui va introduir al nostre país la participació del públic en l'espectacle, tan característic de les representacions franceses, i ja des de bon començament va fer posar al capdavant rengles de seients dedicats exclusivament als infants, per fomentar-ne la interacció amb el titellaire i poder-se identificar millor amb el que passava al petit escenari. De fet, sempre va dirigir els seus espectacles al públic infantil, la psicologia dels quals sembla que entenia perfectament.
Anteriorment a la guerra, el 1934, Vigués havia conegut la seva companya Teresa Riera i Llisas, amb qui comptarà fins al final dels seus dies com a única col·laboradora (eren coneguts com a Didó i Teresina). Després del parèntesi bèl·lic, durant el qual havia fet una esporàdica representació a l'Ateneu Socialista de Catalunya el 1937, reprèn les seves activitats, i el 1939 fa espectacles de titelles als descansos de les pel·lícules en el cinema Parthenon. Després d'anar actuant en altres locals, el 24 de desembre de 1941 inaugura un teatre estable en un local que li lloguen a l'avinguda de la Llum: el Club de los Niños, que obre la temporada amb la peça Sueño de Navidad, la qual al cap de quatre mesos passaria a la Sala Maldà, quan el teatre fou convertit en cinema de noticiaris. El 1942 el matrimoni lloga un nou local al Barri Gòtic barceloní, però al cap d'un any han de plegar a causa de l'enorme esforç econòmic que representava renovar constantment el programa de dues hores que requeria un lloc com aquest.
A partir del 1944, Vigués i la seva dona decideixen d'actuar amb el seu Guinyol Didó arreu de Catalunya, resseguint el calendari de les festes majors, que començava el Dissabte de Glòria a Tarragona i s'acabava a final de novembre a Vilanova i la Geltrú, on emmagatzemaven la barraca (de 5 m de fondària per 11 m de façana) i s'enduien els titelles (uns 90 per a un repertori de 21 obres) cap a Barcelona, on passaven els hiverns i reparaven, repintaven i renovaven titelles, decorats i utillatge. A més a més de terres catalanes, el Guinyol Didó va visitar també altres punts dels Països Catalans (anaren sovint a les Balears) i a altres zones de l'Estat espanyol.
Sobre la seva vida atzarosa i el seu èxit ja a l'edat madura, Didó va comentar: «La meva vida ha estat un fracàs; només he triomfat, un cop vell, en tornar a la infantesa».
A la seva mort, el 1960, la seva dona Teresa Riera va continuar l'ofici tot i que de manera precària, per la manca d'un col·laborador adequat. Quan va morir Teresina, el 1975, els titelles, els guions i els escrits de Didó foren cedits al Centre de Documentació i Museu de les Arts Escèniques de l'Institut del Teatre.
El 1993 la corporació municipal de Terrassa li va dedicar una plaça al terreny que ocupava l'antic Vapor Amat, vora el carrer de la Rasa, ben a prop de la casa natal del titellaire, situada al carrer del Pantà. En aquesta plaça hi ha actualment la Sala Muncunill –en el que queda de l'antiga fàbrica modernista, juntament amb la xemeneia, que és al mig de la plaça– i les noves oficines de l'Ajuntament.